# Kaffrine
Pour la région administrative, voir Kaffrine (région).
Kaffrine  est une ville du centre-ouest du Sénégal, située à environ 50 km de Kaolack.

## Histoire
En 1967, les Postes du Sénégal ont émis un timbre dédié à la pierre lyre mégalithique de Kaffrine.

## Administration
C'est la préfecture et la ville principale du département de Kaffrine. Kaffine est érigé en chef-lieu de sa propre région par Abdoulaye Wade en 2007.
Depuis sa création en 1960 
Voilà la liste des maires qui sont succédé à la tête de la commune :
Monsieur Ousmane Ndiaye Thiass 1960 - 1962
Monsieur El hadji Moussa Ndiogou 1963 - 1969
Monsieur Abdoulaye Soumare
Monsieur El hadji Mapenda Cisse
Monsieur Saloum Cisse
Monsieur Thierno Birahim Ndao 1989 - 2002
Monsieur El Hadji Babacar GAYE 2002 - 2009
Monsieur Adboulaye VILANE 2009 - 2022
Monsieur Abdoulaye Saydou Sow 2022 - ?

## Géographie
Kaffrine se trouve à 257 km à l'est de la capitale Dakar, par la route nationale 1 entre Kaolack et Tambacounda.
Les localités les plus proches sont Toune, Ngagne, six Kilometre, Diogo, NDjigui et Lougué

.

### Physique géologique

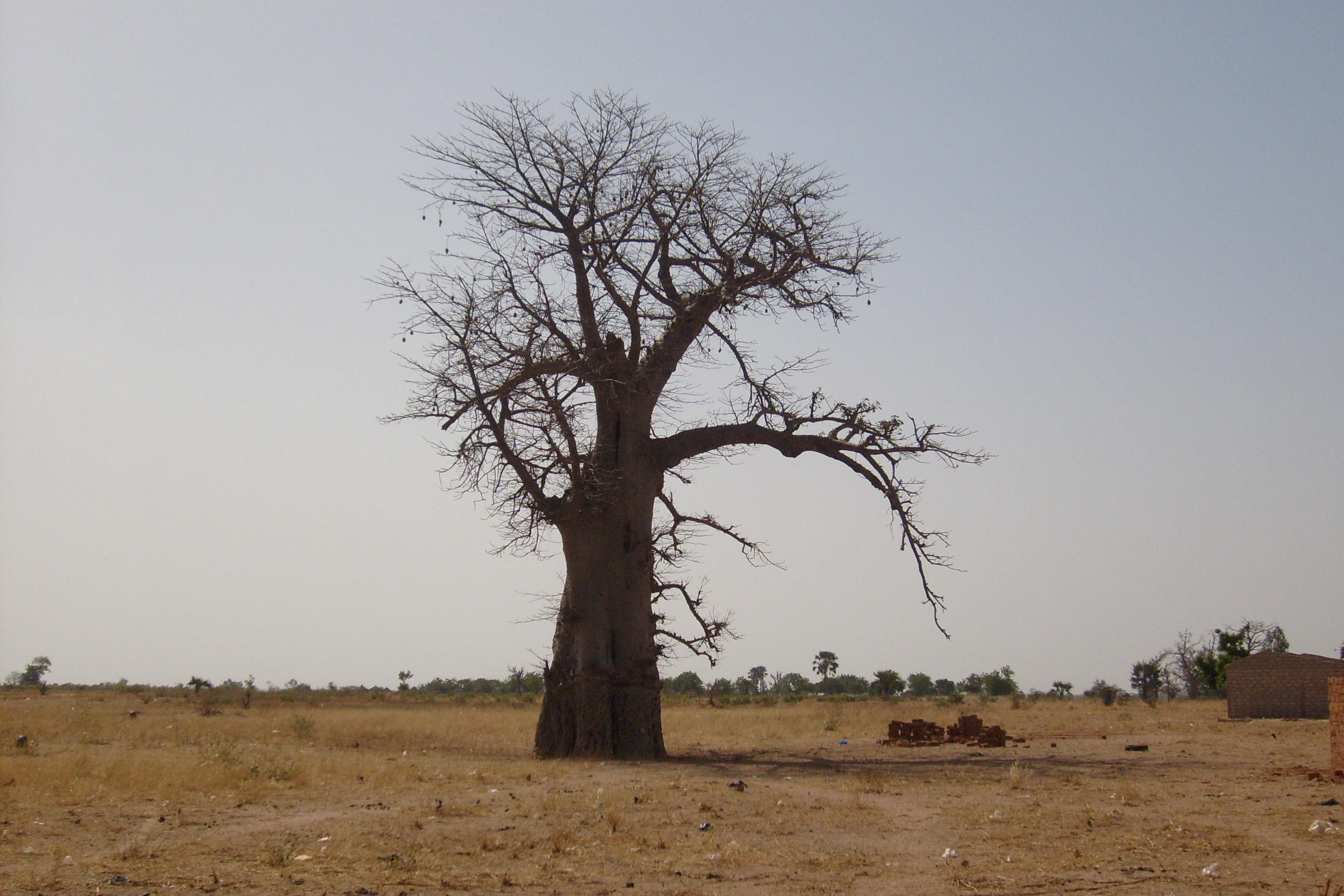
Paysage de baobabs près de Kaffrine

L'environnement est principalement constitué de champs d'arachide, de baobabs et d'épineux.

### Population

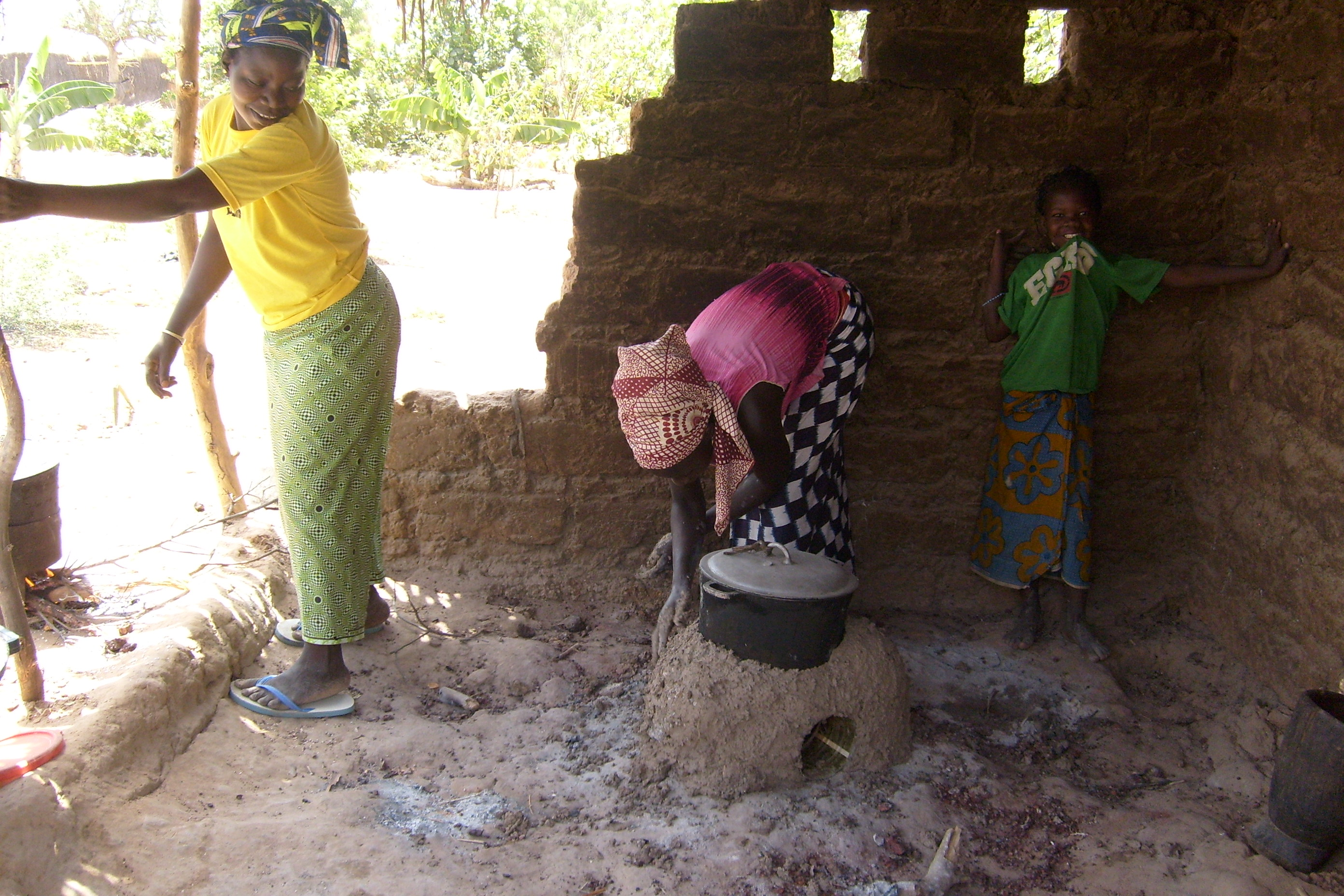
Un mode de cuisson.

Lors des recensements de 1988 et 2002, la population était respectivement de 16 957 et 25 768 habitants. 
En 2007, selon les estimations officielles, la ville compterait 28 396 personnes.

### Activités économiques

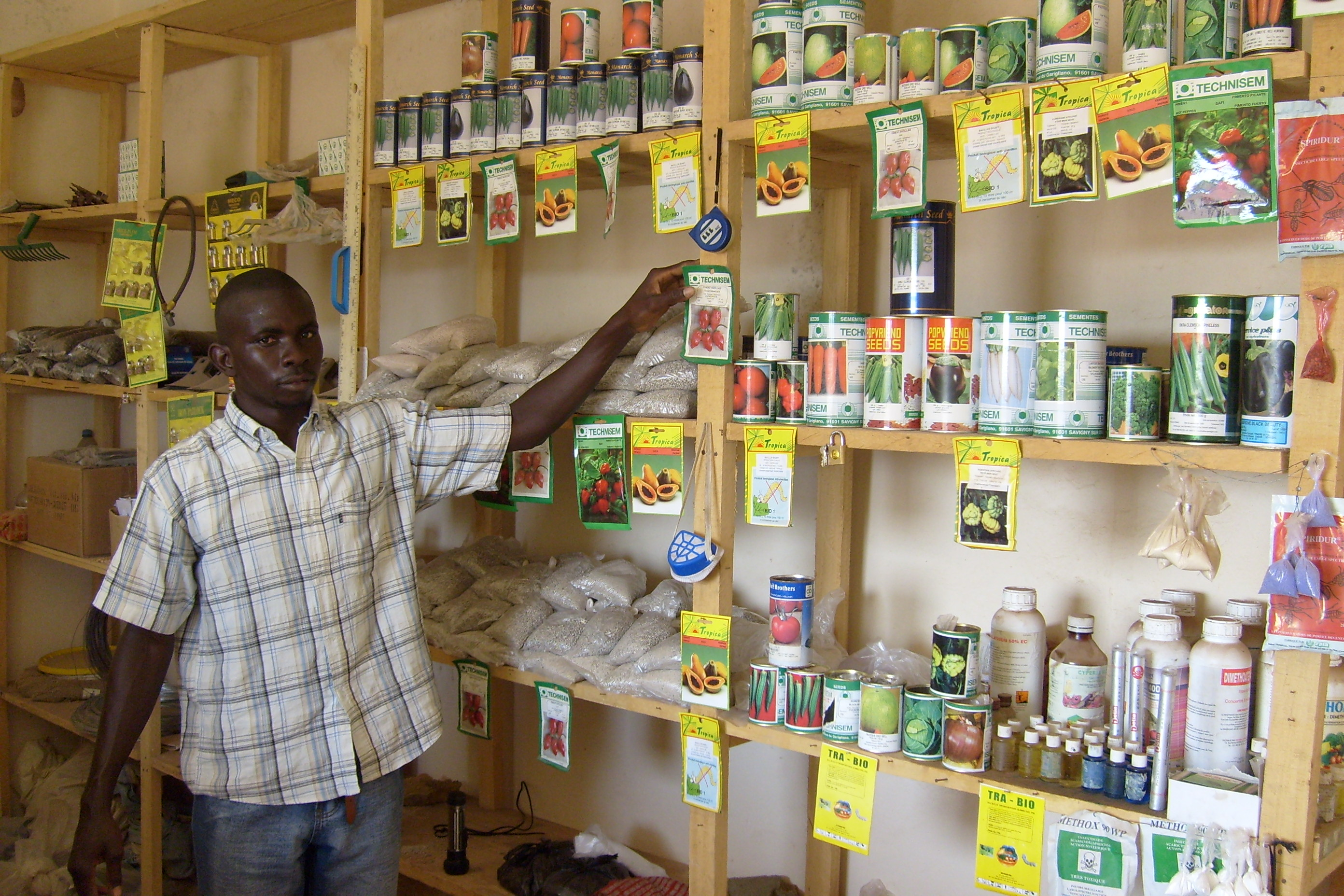
À l'épicerie.

Kaffrine vit principalement de l'arachide et du commerce.

## Personnalités nées à Kaffrine
- Iba Der Thiam, enseignant-chercheur et homme politique
- Aliou Sow, enseignant-chercheur et homme politique